# Régiment Royal-Barrois
Le régiment Royal-Barrois est un régiment d’infanterie du royaume de France créé en 1745.

## Création et différentes dénominations
- 1er novembre 1745 : création du régiment Royal-Barrois, son 1er bataillon étant formé du 3e bataillon de Royal-Lorraine, et son 2e bataillon d’un prélèvement fait sur les 9 bataillons de milices lorraines

- 1er janvier 1749 : supprimé, à l’exception des 2 compagnies de grenadiers, employées pour former le régiment des Grenadiers de France le 15 février 1749
- 20 mars 1757 : rétablissement du régiment Royal-Barrois, avec le régiment Royal-Lorraine, tous deux à partir des 2 bataillons de milices de Mirecourt et de Neufchâteau
- 25 novembre 1762 : licencié, à l’exception des grenadiers incorporés dans le régiment des Grenadiers de France

## Équipement

### Drapeaux
Deux carrés jaunes et 2 noirs opposés.

Drapeaux d’ordonnance
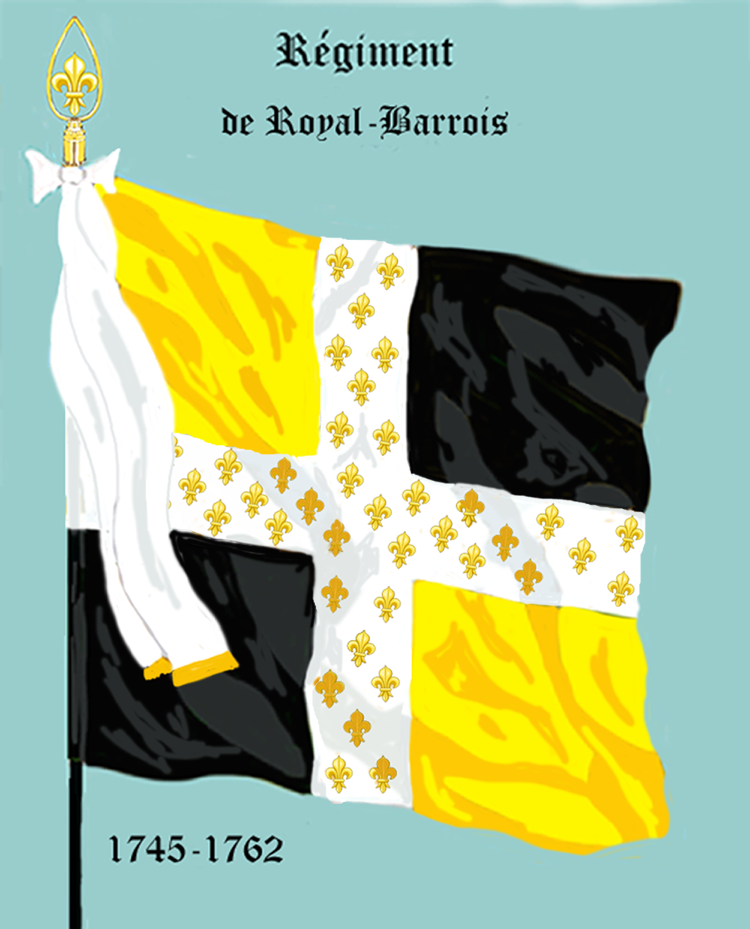
régiment Royal-Barrois de 1745 à 1762

### Habillement
- 1745 : habit blanc avec collet jaune et revers noirs, boutons jaunes ; veste et culotte blanches, chapeau bordé d’or.
- 1757 : habit blanc avec collet jaune et revers noirs, boutons jaunes ; veste rouge et culotte blanche.

Uniformes
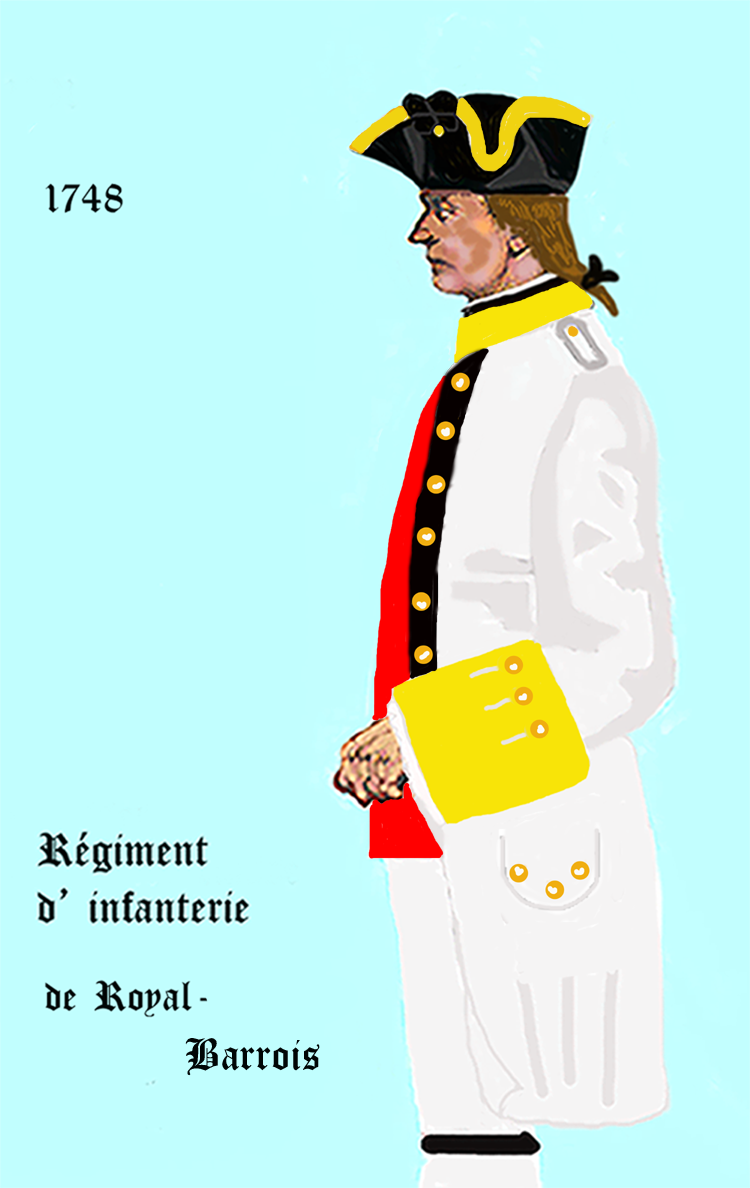
régiment Royal-Barrois de 1748 à 1762

## Historique

### Colonels et mestres de camp
- 1er novembre 1745 : Louis-Marie Foucquet de Belle-Isle, comte de Gisors, brigadier le 2 août 1757, † 26 juin 1758
- 20 mars 1757 : comte de Bassompierre, † 1757
- 29 novembre 1757 : Léopold-Clément, marquis de Bassompierre, père du précédent, brigadier le 1er janvier 1748, maréchal de camp le 10 février 1759
- 1759 : marquis de Langeron

### Campagnes et batailles
- 1746 : siège de Charleroy, bataille de Raucoux
  - novembre : à l’armée d’Italie sous les ordres de son père le maréchal de Belle-Isle
- 1758 : bataille de Crewelt

### Composition
- 1er novembre 1745 : 2 bataillons de 9 compagnies, une de grenadiers, 8 de fusiliers
- 20 mars 1757 : un bataillon de 9 compagnies, une de 45 grenadiers, 8 de 80 fusiliers
- 1er avril 1761 : réduction des compagnies de fusiliers de 80 à 60 hommes